# Steeleye Span

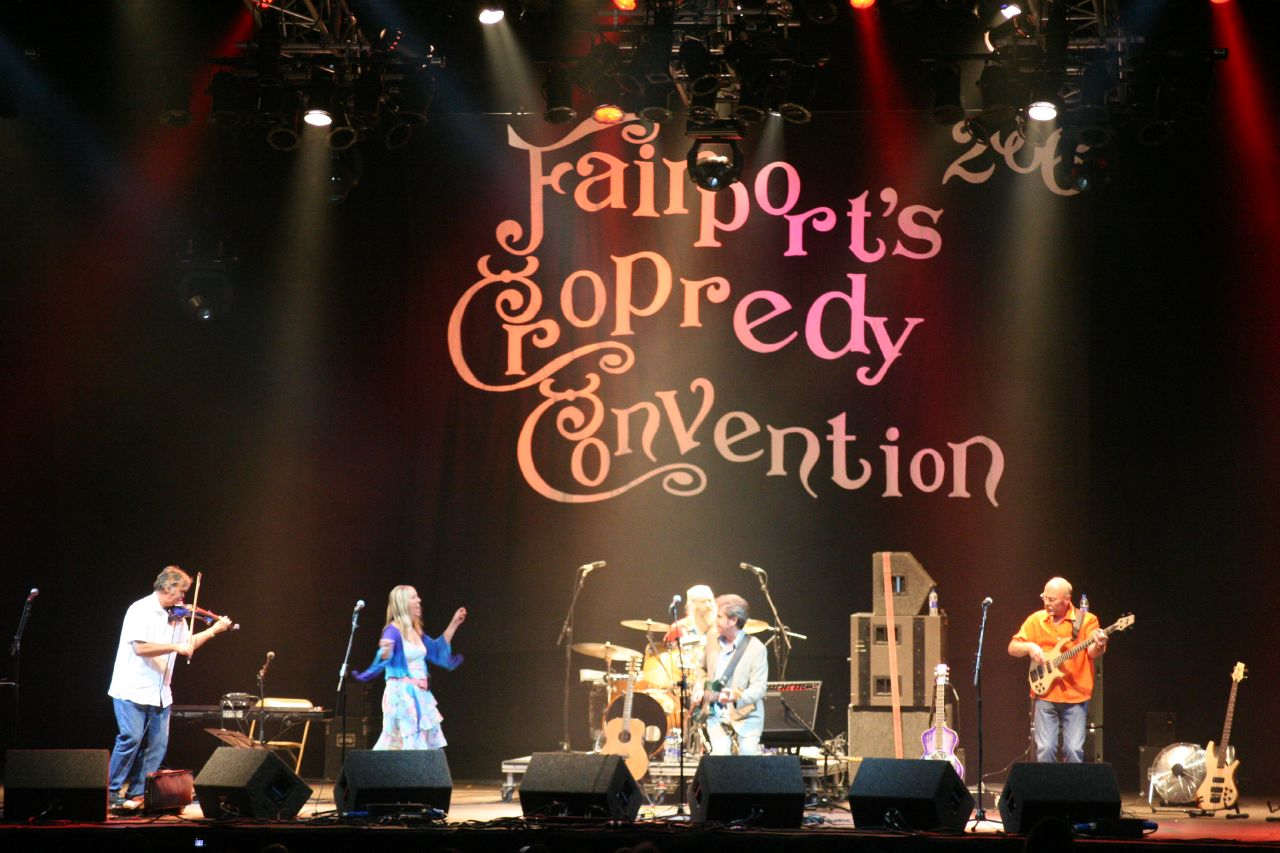
Steeleye Span at Fairport's Cropredy Convention 2006

Steeleye Span, a mais duradoura e consistente banda da cena folk inglesa surgiu em 1969, com a saída do baixista Ashley "Tyger" Hutchings do grupo Fairport Convention, logo após o lançamento do prestigiado álbum "Liege & Lief", considerado o primeiro disco de folk rock: Hutchings queria continuar aquela linha de trabalho, enquanto o restante do grupo o considerava apenas uma experiência.
Unindo-se a duas duplas, Tim Hart & Maddy Prior e Terry & Gay Woods. O encontro resultou no disco "Hark! The Village Wait" mas, antes mesmo de ser lançado, Terry e sua esposa Gay saíram da banda.
Para substitui-los, vieram o guitarrista de folk Martin Carthy e o violinista Peter Knight. Com isso, o grupo cresceu e começou a tornar-se conhecido além do circuito de clubes folk britânicos. O sucesso viria, entretanto, apenas quando seus maiores nomes, Tyger Hutchings e Martin Carthy, cederam seus postos aos então desconhecidos Rick Kemp - que viria a se casar com Maddy Prior - e Bob Johnson (ex-guitarrista de Gary Glitter). O grupo estabilizou-se com a entrada do baterista e flautista Nigel Pegrum (ex-Gnidrolog) e, com essa formação, gravaram os discos que são considerados clássicos do grupo "Now We Are Six" (produzido por Ian Anderson e com a participação de David Bowie, no saxofone), "Commoner's Crown" e "All Around My Hat", entre outros.
Uma banda, entretanto, nas palavras de Maddy Prior, "…é como um ônibus. Ele vai em frente e as pessoas entram e saem. Algumas vezes o ônibus segue o itinerário que você deseja seguir e, outras vezes, ele muda de direção; aí então você salta". O Steeleye Span, assim, teve inúmeros músicos em suas diversas formações, ao longo de mais de 30 anos. Atualmente, a banda é formada por Maddy Prior (vocais), Peter Knight (violino, teclados e vocais), Rick Kemp (baixo e vocais), Ken Nicol (guitarra, violão e vocais) e Liam Genockey (bateria).

## Discografia
Discos de etúdio
Hark! The Village Wait (1970)
Please to See the King (1971)
Ten Man Mop, or Mr. Reservoir Butler Rides Again (1972)
Below the Salt (1972)
Parcel of Rogues (1973)
Now We Are Six (1974)
Commoners Crown (1975)
All Around My Hat (1975)
Rocket Cottage (1976)
Storm Force Ten (1977)
Sails of Silver (1980)
Back in Line (1986)
Tempted and Tried (1989)
Time (1996)
Horkstow Grange (1998)
Bedlam Born (2000)
Present--The Very Best of Steeleye Span (2002)
They Called Her Babylon (2004)
Winter (2004)
Bloody Men (2006)
Cogs, Wheels and Lovers (2009)
Box Sets
The Lark In Morning - The Early Years
A Parcel of Steeleye Span: Their First Five Chrysalis Albums 1972-1975 (2009) - Below the Salt; Parcel of Rogues; Now We Are Six; Commoner's Crown; All Around My Hat
Discos ao vivo
Live at Last (1978)
On Tour (1983)
Tonight's the Night...Live (1992)
The Collection: Steeleye Span in Concert (1994)
The Journey (1999)
Live In Nottingham (2003)
Folk Rock Pioneers in Concert (2006)
Live At a Distance (2009)
Singles
Rave On/ Reels/ Female Drummer (1971)
Jigs and Reels (1972)
John Barleycorn / Bride's Favourite/Tansey's Fancy (1972)
Gaudete / The Holly and The Ivy (1972)
The Mooncoin Jig (1974)
New York Girls/ Two Magicians (1975)
All Around My Hat/ Black Jack Davy (1975)
Rave On/ False Knight On The Road (1976)
Hard Times of England/ Cadgwith Anthem (1976)
London/ Sligo Maid (1976)
Fighting For Strangers/ The Mooncoin Jig (1976)
Boar's Head Carol/ Gaudete / Some Rival (1977)
Rag Doll/ Saucy Sailor (1978)
Sails of Silver/ Senior Service (1980)
Gone To America/ Let Her Go Down (1981)
Somewhere In London/ Lanercost (1985)
Padstow / First House in Connaught/ Sailor's Bonnet (1989)
Following Me/ Two Butchers (1989)
The Fox/ Jack Hall (1990)
Lord Elgin/ Lord Elgin (live) (2007)
DVD e VHS
The 20th Anniversary Celebration - VHS (1995)
Time - VHS (1996)
25 Live - VHS (1996)
Classic Rock Legends - DVD (2002)
A Twentieth Anniversary Celebration - DVD (2003)
The 35th Anniversary World Tour 2004 - DVD (2005)